# Waowala
Waowala is een bestuurslaag in het regentschap Lembata van de provincie Oost-Nusa Tenggara, Indonesië. Waowala telt 869 inwoners (volkstelling 2010).